# Irische Badmintonmeisterschaft 2024
Die Irische Badmintonmeisterschaft 2024 fand am 3. und 4. Februar 2024 in der National Indoor Arena in Dublin statt.

## Die Titelträger
| Disziplin    | Gold                       | Silber                      | Bronze                           |
| ------------ | -------------------------- | --------------------------- | -------------------------------- |
| Herreneinzel | Nhat Nguyen                | Jonathan Dolan              | Dylan Noble                      |
| Herreneinzel | Nhat Nguyen                | Jonathan Dolan              | David Walsh                      |
| Dameneinzel  | Sophia Noble               | Siofra Flynn                | Roisin McKenna                   |
| Dameneinzel  | Sophia Noble               | Siofra Flynn                | Ciara Dwyer                      |
| Herrendoppel | Joshua Magee Paul Reynolds | Adam McAllister David Walsh | Adam Daynes Richard Kong         |
| Herrendoppel | Joshua Magee Paul Reynolds | Adam McAllister David Walsh | Matthew Cheung Vincent Pontanosa |
| Damendoppel  | Kate Frost Sophia Noble    | Paige Woods Rachael Woods   | Siofra Flynn Moya Ryan           |
| Damendoppel  | Kate Frost Sophia Noble    | Paige Woods Rachael Woods   | Ciara Dwyer Ruth Kilkenny        |
| Mixed        | Joshua Magee Moya Ryan     | Sam McKay Jennie King       | Scott Guildea Siofra Flynn       |
| Mixed        | Joshua Magee Moya Ryan     | Sam McKay Jennie King       | David Walsh Kate Frost           |